# Гальчук Іван Юхимович
Гальчук Іван Юхимович (11.12.1960, с. Залісці Шумського району Тернопільської області — 25.08.2015, м. Київ) — український мовознавець, акцентолог.

## Біографія
Народився 11 грудня 1960 року в с. Залісці Шумського району Тернопільської області в родині колгоспника. Навчався в Залісецькій середній школі. З 1984 по 1989 рр. — на філологічному факультеті в Чернівецькому державному університеті за спеціальністю «українська мова і література». По закінченні працював вчителем у середній школі № 13 м. Миколаєва та викладачем кафедри української мови Миколаївського державного педагогічного інституту. У 1993–1996 рр. навчався в аспірантурі Інституту мовознавства ім. О. О. Потебні НАН України; з 1996 р. молодший науковий співробітник, у 1997-2015 рр. (з перервою) працював ученим секретарем Інституту. Кандидатську дисертацію «Історія акцентуації суфіксальних іменників чоловічого роду в українській мові» захистив у 1997 р.

## Наукова діяльність
Досліджував проблеми акцентології, історії української мови, лексикології та лексикографії.